# Hazem Emam (calciatore 1988)
Mohamed Hazem Emam (in arabo محمد حازم امام‎?; Giza, 7 settembre 1988) è un calciatore egiziano, difensore dello Zamalek.

## Caratteristiche tecniche
É un terzino destro di spinta.

## Carriera

### Club
Muove i suoi primi passi nelle giovanili dello Zamalek. Esordisce in prima squadra il 30 novembre 2008 contro l'Ismaily, subentrando al 70' al posto di Ahmed Magdy.
Il 3 agosto 2016 passa in prestito per una stagione all'Al-Ittihad Alessandria.

## Statistiche

### Presenze e reti nei club
Statistiche aggiornate al 29 aprile 2021.
| Stagione        | Squadra                | Campionato      | Campionato | Campionato | Coppe nazionali | Coppe nazionali | Coppe nazionali | Coppe continentali | Coppe continentali | Coppe continentali | Altre coppe | Altre coppe | Altre coppe | Totale | Totale |
| Stagione        | Squadra                | Comp            | Pres       | Reti       | Comp            | Pres            | Reti            | Comp               | Pres               | Reti               | Comp        | Pres        | Reti        | Pres   | Reti   |
| --------------- | ---------------------- | --------------- | ---------- | ---------- | --------------- | --------------- | --------------- | ------------------ | ------------------ | ------------------ | ----------- | ----------- | ----------- | ------ | ------ |
| 2008-2009       | Zamalek                | PL              | 13         | 0          | CE              | 0               | 0               | -                  | -                  | -                  | -           | -           | -           | 13     | 0      |
| 2009-2010       | Zamalek                | PL              | 15         | 2          | CE              | 0               | 0               | -                  | -                  | -                  | -           | -           | -           | 15     | 2      |
| 2010-2011       | Zamalek                | PL              | 16         | 0          | CE              | 5               | 1               | CCL                | 2                  | 0                  | -           | -           | -           | 23     | 1      |
| 2011-2012       | Zamalek                | PL              | 4          | 0          | -               | -               | -               | CCL                | 11                 | 1                  | -           | -           | -           | 15     | 1      |
| 2012-2013       | Zamalek                | PL              | 11         | 1          | CE              | 4               | 2               | CCL                | 10                 | 0                  | -           | -           | -           | 25     | 3      |
| 2013-2014       | Zamalek                | PL              | 14+3       | 1+1        | CE              | 4               | 1               | CCL                | 10                 | 2                  | -           | -           | -           | 31     | 5      |
| 2014-2015       | Zamalek                | PL              | 26         | 2          | CE              | 2               | 0               | CC                 | 11                 | 1                  | SE          | 0           | 0           | 39     | 3      |
| 2015-2016       | Zamalek                | PL              | 15         | 0          | CE              | 2               | 0               | CCL                | 5                  | 0                  | SE          | 0           | 0           | 22     | 0      |
| 2016-2017       | Al-Ittihad Alessandria | PL              | 20         | 0          | CE              | 1               | 0               | -                  | -                  | -                  | -           | -           | -           | 21     | 0      |
| 2017-2018       | Zamalek                | PL              | 20         | 0          | CE              | 1               | 0               | ACC+CC             | 3+2                | 1+0                | -           | -           | -           | 26     | 1      |
| 2018-2019       | Zamalek                | PL              | 14         | 0          | CE              | 0               | 0               | ACC+CC             | 1+2                | 0                  | S-AE+SE     | 0           | 0           | 17     | 0      |
| 2019-2020       | Zamalek                | PL              | 16         | 0          | CE              | 3               | 0               | CCL                | 9                  | 0                  | SE+SA       | 1+1         | 0           | 30     | 0      |
| 2020-2021       | Zamalek                | PL              | 12         | 0          | CE              | 1               | 0               | CCL                | 3                  | 0                  | SE          | 0           | 0           | 16     | 0      |
| Totale Zamalek  | Totale Zamalek         | Totale Zamalek  | 176+3      | 6+1        |                 | 22              | 4               |                    | 69                 | 5                  |             | 2           | 0           | 272    | 16     |
| Totale carriera | Totale carriera        | Totale carriera | 199        | 7          |                 | 23              | 4               |                    | 69                 | 5                  |             | 2           | 0           | 293    | 16     |

### Cronologia presenze e reti in nazionale
| Cronologia completa delle presenze e delle reti in nazionale ― Egitto | Cronologia completa delle presenze e delle reti in nazionale ― Egitto | Cronologia completa delle presenze e delle reti in nazionale ― Egitto | Cronologia completa delle presenze e delle reti in nazionale ― Egitto | Cronologia completa delle presenze e delle reti in nazionale ― Egitto | Cronologia completa delle presenze e delle reti in nazionale ― Egitto | Cronologia completa delle presenze e delle reti in nazionale ― Egitto | Cronologia completa delle presenze e delle reti in nazionale ― Egitto |
| Data                                                                  | Città                                                                 | In casa                                                               | Risultato                                                             | Ospiti                                                                | Competizione                                                          | Reti                                                                  | Note                                                                  |
| --------------------------------------------------------------------- | --------------------------------------------------------------------- | --------------------------------------------------------------------- | --------------------------------------------------------------------- | --------------------------------------------------------------------- | --------------------------------------------------------------------- | --------------------------------------------------------------------- | --------------------------------------------------------------------- |
| 29-12-2009                                                            | Il Cairo                                                              | Egitto                                                                | 1 – 1                                                                 | Malawi                                                                | Amichevole                                                            | -                                                                     | 46’                                                                   |
| 30-9-2013                                                             | Il Cairo                                                              | Egitto                                                                | 2 – 0                                                                 | Uganda                                                                | Amichevole                                                            | 1                                                                     | 46’                                                                   |
| 14-11-2013                                                            | Il Cairo                                                              | Egitto                                                                | 2 – 0                                                                 | Zambia                                                                | Amichevole                                                            | -                                                                     |                                                                       |
| 19-11-2013                                                            | Il Cairo                                                              | Egitto                                                                | 2 – 1                                                                 | Ghana                                                                 | Qual. Mondiali 2014                                                   | -                                                                     |                                                                       |
| 30-5-2014                                                             | Santiago del Cile                                                     | Cile                                                                  | 3 – 2                                                                 | Egitto                                                                | Amichevole                                                            | -                                                                     | 67’                                                                   |
| 30-8-2014                                                             | Aswan                                                                 | Egitto                                                                | 1 – 0                                                                 | Kenya                                                                 | Amichevole                                                            | -                                                                     |                                                                       |
| 5-9-2014                                                              | Dakar                                                                 | Senegal                                                               | 2 – 0                                                                 | Egitto                                                                | Qual. Coppa d'Africa 2015                                             | -                                                                     | 60’                                                                   |
| 10-9-2014                                                             | Il Cairo                                                              | Egitto                                                                | 0 – 1                                                                 | Tunisia                                                               | Qual. Coppa d'Africa 2015                                             | -                                                                     |                                                                       |
| 15-11-2014                                                            | Il Cairo                                                              | Egitto                                                                | 0 – 1                                                                 | Senegal                                                               | Qual. Coppa d'Africa 2015                                             | -                                                                     | 64’                                                                   |
| 26-3-2015                                                             | Il Cairo                                                              | Egitto                                                                | 2 – 0                                                                 | Guinea Equatoriale                                                    | Amichevole                                                            | -                                                                     |                                                                       |
| 14-6-2015                                                             | Alessandria d'Egitto                                                  | Egitto                                                                | 3 – 0                                                                 | Tanzania                                                              | Qual. Coppa d'Africa 2017                                             | -                                                                     |                                                                       |
| 6-9-2015                                                              | N'Djamena                                                             | Ciad                                                                  | 1 – 5                                                                 | Egitto                                                                | Qual. Coppa d'Africa 2017                                             | -                                                                     | Cap. 51’                                                              |
| 27-2-2016                                                             | Alessandria d'Egitto                                                  | Egitto                                                                | 2 – 0                                                                 | Burkina Faso                                                          | Amichevole                                                            | -                                                                     | 63’                                                                   |
| Totale                                                                |                                                                       | Presenze                                                              | 13                                                                    |                                                                       | Reti                                                                  | 1                                                                     |                                                                       |

## Palmarès

### Club

#### Competizioni nazionali
- Campionato egiziano: 2

Zamalek: 2014-2015, 2020-2021
- Coppa d'Egitto: 6

Zamalek: 2012-2013, 2013-2014, 2014-2015, 2015-2016, 2017-2018, 2018-2019
- Supercoppa d'Egitto: 1

Zamalek: 2019

#### Competizioni internazionali
- Coppa della Confederazione CAF: 1

Zamalek: 2018-2019
- Supercoppa CAF: 1

Zamalek: 2020